# Paul Ince
Paul Emerson Carlyle Ince (* 21. Oktober 1967 in Ilford, London) ist ein ehemaliger englischer Fußballspieler und jetziger -trainer, zuletzt des FC Reading.
Der Mittelfeldspieler gewann mit Manchester United eine große Anzahl von Titeln, war der erste schwarze Kapitän einer englischen Fußballnationalmannschaft und neben sieben Vereinsstationen in England agierte er zudem zwei Jahre in Italien für Inter Mailand. Als Trainer der Blackburn Rovers war Ince der erste schwarze Brite als Chefcoach in der Premier League. Auch Inces Sohn Tom Ince ist mittlerweile als Fußballprofi aktiv.

## Spielerlaufbahn

### West Ham United (1985–1989)
Ince schloss sich seinem Jugendklub West Ham United an, nachdem er die Schule verlassen hatte, und debütierte im Alter von 19 Jahren am 30. November 1986 für die erste Mannschaft als Einwechselspieler bei einer 0:4-Niederlage gegen Newcastle United. In der anschließenden Spielzeit etablierte er sich immer mehr im Mittelfeld der Mannschaft und überzeugte in seinen vielseitigen Qualitäten, die sich neben einer überdurchschnittlichen Schnelligkeit und Ausdauer auch im Defensiv- und Passverhalten zeigten. Der zudem schussstarke Ince gelangte so schnell in die englische U-21-Nationalmannschaft, nachdem er zuvor bereits in der Jugendauswahl seines Landes gestanden hatte.
Im August des Jahres 1988 begann eine ereignisreiche Saison für Ince. In einer Mannschaft, die um den Klassenerhalt kämpfte, katapultierte er sich in den Fokus der nationalen Medien, als ihm im Ligapokal zwei spektakuläre Tore zum überraschenden 4:1-Sieg gegen den amtierenden Meister FC Liverpool gelangen. Obwohl die Hammers im Halbfinale des Wettbewerbs an Luton Town scheiterten und am Ende der Abstieg aus der obersten Spielklasse besiegelt wurde, hatte Ince durch gute Leistungen nachhaltig auf sich aufmerksam gemacht.

### Manchester United & Englische Nationalmannschaft (1989–1995)
Ince absolvierte noch ein Spiel für die Hammers in der zweitklassigen Second Division, bevor er dann für eine Ablösesumme von einer Million Pfund zu Manchester United wechselte. Damit fanden die Unstimmigkeiten rund um den Wechsel ihr vorläufiges Ende, die um ein Foto entstanden waren, das Ince im „Daily Express“ – noch in Diensten des Ostlondoner Vereins stehend – im Trikot von Manchester United gezeigt hatte. Der Aufenthalt in London entwickelte sich anschließend zu einem Spießrutenlauf für Ince, der vor Saisonbeginn auf eine rasche Beendigung der Formalitäten drängte, was sich aber aufgrund von Schwierigkeiten bei der ursprünglichen medizinischen Untersuchung bei Manchester United noch verzögert hatte.
Ince selbst äußerte sich später in einem Bericht des Magazins „FourFourTwo“ zu den Umständen dieses Transfers mit folgenden Worten:

„Ich sprach mit Alex Ferguson und der Transfer war kurz vor der Vollendung. Ich begab mich anschließend in den Urlaub und mein Agent zu dieser Zeit, Ambrose Mendy, sagte mir, dass es nicht notwendig sei, zurückzukehren, um ein Bild im United-Trikot machen zu lassen, wenn der Transfer perfekt ist. Also sollte ich selbst eins anfertigen, das dann später nach der offiziellen Verkündung veröffentlicht werden sollte. Lawrence Luster vom ‚Daily Star‘ machte die Aufnahme und stellte sie ins Archiv. Kurze Zeit später war der Daily Express, eine Schwesterzeitung des Daily Star, auf der Suche nach einem Bild von mir als Spieler von West Ham und entdeckte in dem Haufen dieses im United-Trikot. Sie veröffentlichen es und die Hölle brach los. […] Ich kam aus meinem Urlaub zurück und stellte fest, dass die West-Ham-Anhänger verrückt geworden waren. Es war wirklich nicht mein Fehler. Ich war noch ein Kind und tat das, wozu mir mein Agent geraten hatte und hatte diesen Dreck auf mich zu nehmen.“

Schließlich kam Paul Ince am 16. September 1989 bei einem 5:1-Sieg gegen den FC Millwall erstmals für Manchester United zum Einsatz und obwohl er während der gesamten Saison das Trikot mit der Nummer 2 – traditionell eher typisch für einen Abwehrspieler – trug, war er neben dem altgedienten Mannschaftskapitän Bryan Robson und dem ebenfalls neu zu United gestoßenen Neil Webb eine tragende Größe im Mittelfeld. Er gewann auf Anhieb mit seinem neuen Klub den FA Cup und schlug dabei im Finale Crystal Palace, wobei dem 1:0-Sieg im Wiederholungsspiel zuvor noch im Wembley-Stadion ein 3:3-Remis vorausgegangen war.
Als sich Robsons Karriere langsam dem Ende zuneigte, wurde Ince immer mehr zur neuen zentralen Schaltstelle im Spiel von Manchester United. Er war dabei vor allem in der Defensive bei der Balleroberung und im Aufbauspiel durch seine Pässe von großer Bedeutung. Obwohl Ince über einen harten Schuss verfügte, erzielte er hingegen nur recht selten selbst Tore. Seinen zweiten Titel errang er bereits im folgenden Jahr, als er im Jahre 1991 mit United das Finale im Europapokal der Pokalsieger gegen den FC Barcelona in Rotterdam gewann. Erneut ein Jahr später fügte er mit dem Triumph im Ligapokal den dritten Titel seiner Sammlung bei – im Endspiel schlug er mit seinem Team Nottingham Forest.
Am 9. September 1992 debütierte Ince in Santander für die englische Nationalmannschaft in einem Freundschaftsspiel gegen Spanien. Obwohl England mit 0:1 unterlag, war die Leistung von Ince zufriedenstellend und so kam er nur einen Monat später bei einem WM-Qualifikationsspiel daheim gegen Norwegen zu seinem zweiten Länderspiel, das mit einem enttäuschenden 1:1-Remis endete. Zur gleichen Zeit spielte er mit Manchester United in der ersten Saison der neu gegründeten Premier League um die erste Meisterschaft seit 26 Jahren und war mit seinem damals sehr guten Freund Ryan Giggs in einer hochkarätigen Mannschaft mit Namen wie Mark Hughes, Éric Cantona, Peter Schmeichel, Andrei Kantschelskis, Steve Bruce und Denis Irwin. Gemeinsam konnte das Team die englische Meisterschaft gewinnen. Über die Vereinsgrenzen hinaus musste Ince jedoch einen Rückschlag hinnehmen. Er fehlte in zwei von fünf WM-Qualifikationsspielen, wobei Englands Chancen auf eine WM-Endrundenteilnahme am 2. Juni 1993 nach der 0:2-Niederlage in Norwegen – die zweite Pflichtspielpartie, bei der Trainer Graham Taylor auf Ince verzichtete – auf ein Minimum schrumpfte. Während einer Sommertournee in den Vereinigten Staaten im gleichen Jahr kam er in Abwesenheit von David Platt und Tony Adams hingegen sogar als erster dunkelhäutiger Kapitän einer englischen Fußballnationalmannschaft gegen den Gastgeber zum Einsatz – und verlor dort mit 0:2.
Während der anschließenden Saison 1993/94 kam Ince am 8. September 1993 beim 3:0-Sieg gegen Polen zu seinem zehnten Länderspiel. Damit war die Qualifikation weiter möglich, aber es wurde ein weiterer Sieg gegen die Niederlande in Rotterdam benötigt. Die Hoffnungen mussten jedoch begraben werden, als England dieses umkämpfte Spiel am 13. Oktober 1993 mit 0:2 verlor und so reichte der am 17. November 1993 errungene 7:1-Sieg gegen San Marino, in dem Ince seine ersten beiden Länderspieltore schoss, auch nicht mehr aus. Mit Manchester United setzte Ince die Dominanz im englischen Ligafußball fort und der Verein gewann 1994 das Double aus FA Cup und Meisterschaft.
Auch zum Ende der folgenden Saison 1994/95 spielte Manchester United ein weiteres Mal um den englischen Meistertitel. Am letzten Spieltag musste Ince dann ausgerechnet bei West Ham United antreten, wo ihm die Wechselumstände sechs Jahre zuvor weiterhin noch nicht verziehen worden waren. Aufgrund des Remis im Upton Park verpasste Ince seinen dritten Meistertitel in Serie – stattdessen gewannen die Blackburn Rovers die Ligatrophäe. Ein weiteres Mal war Ince danach nur zweiter Sieger, als er mit United im FA-Cup-Endspiel dem FC Everton unterlag. Sein Leistungsvermögen war zu diesem Zeitpunkt jedoch an einem Höhepunkt angelangt und Ince wurde von den eigenen Anhängern als „Guv'nor“ verehrt. Für acht Millionen Pfund wechselte Ince nach insgesamt 29 Toren in 281 Spielen für United nach Italien zu Inter Mailand. Trainer Ferguson verballhornte seinen ehemaligen Spieler anschließend öffentlich als „Big Time Charlie“, womit er ihm indirekt Habgier unterstellte.

### Inter Mailand (1995–1997)
Der Aufenthalt in Italien dauerte für Ince zwei Spielzeiten an. Nach einem unsicheren Start, als bei den Anhängern von Inter Mailand noch Skepsis dominiert hatte, entwickelte er sich aufgrund seiner hohen Einsatzbereitschaft schnell zu einem der Lieblingsspieler. Die Mannschaft spielte jedoch im Titelrennen keine nennenswerte Rolle und belegte am Ende nur den siebten Rang; dennoch konnte die erste Spielzeit von Ince als persönlicher Erfolg gewertet werden, da er nur in vier Ligaspielen unberücksichtigt blieb. In der anschließenden Saison kam Ince zu sechs Toren in 24 Ligaspielen für die „Nerazzurri“ und rangierte mit dem Klub auf dem dritten Platz. Daneben war er maßgeblich daran beteiligt, dass Inter im UEFA-Pokal bis ins Finale vordrang. Dabei hatte er in einer Drittrundenbegegnung bei Boavista Porto getroffen und im Endspiel stand er mit seinem Team Schalke 04 gegenüber. Bei der 0:1-Hinspielniederlage „auf Schalke“ am 7. Mai 1997 fehlte er noch, kehrte dann aber für das Rückspiel am 21. Mai 1997 zurück, in dem die Italiener nach 90 Minuten durch den Treffer von Iván Zamorano den Rückstand egalisieren konnten. Im Elfmeterschießen zog Inter schließlich den Kürzeren – Ince selbst befand sich jedoch nicht unter den Schützen.
Obwohl Inters Präsident Massimo Moratti dem englischen Mittelfeldspieler eine Vertragsverlängerung zu verbesserten Konditionen anbot, entschied sich Ince dafür, seinen zweijährigen Auslandsaufenthalt zu beenden und kehrte in seine Heimat zurück.

### Die Europameisterschaft 1996
Ince war in dieser Zeit weiterhin Teil des englischen Kaders, obwohl er unter dem neuen Trainer Terry Venables im Vorfeld der Europameisterschaft im eigenen Lande nur in wenigen der Freundschaftsspielen und Miniturnieren eingesetzt wurde. England hatte sich für dieses Turnier als Gastgeber nicht qualifizieren müssen und Ince stand vor dem Problem, dass ihn Venables während seiner Zeit in der italienischen Serie A nur unregelmäßig begutachten konnte, obwohl sich seine Rolle bei Inter – entgegen vielen gescheiterten Karrieren britischer Fußballer im Ausland – erfolgreich gestaltete. Zudem besaß er in der Öffentlichkeit leichte Akzeptanzprobleme, die sich nicht zuletzt durch Fergusons Aussagen im Rahmen seines Wechsels manifestiert hatten.
Während des EM-Turniers selbst entwickelte sich Ince im defensiven Mittelfeld bei der Balleroberung zu einem wichtigen Spieler. Er nahm die Rolle des „Wasserträgers“ für Paul Gascoigne ein, wurde dafür als „Gazzas Aufpasser“ bezeichnet und besorgte diesem die notwendigen Freiräume im Kreativspiel. Obwohl die erste Partie am 8. Juni 1996 gegen die Schweiz im Wembley-Stadion mit einem enttäuschenden 1:1 endete, steigerte sich die Mannschaft über ein 2:0 gegen den Erzrivalen aus Schottland zu einem 4:1 gegen den Turniermitfavoriten aus den Niederlanden. Dadurch zog England ins Viertelfinale gegen Spanien ein, das jedoch ohne Ince stattfand, da er sich gegen die Niederlande die zweite gelbe Karte eingeholt hatte – England gewann schließlich ohne ihn im Elfmeterschießen.
Gegen Deutschland kehrte Ince zum Halbfinale am 26. Juni 1996 in die Mannschaft zurück, ersetzte dort aber den gesperrten Gary Neville – die Mannschaft stellte auf eine 3-1-4-2 Aufstellung um. Die Partie endete sowohl nach 90 als auch dann nach 120 Minuten mit einem 1:1-Remis, so dass die Begegnung erneut in einem Elfmeterschießen entschieden werden musste. Dieses ging schließlich für England verloren, als Gareth Southgate den sechsten Elfmeter verschoss – für seine Nichtbereitschaft einen Elfmeter zu schießen, wurde Ince anschließend genauso kritisiert, wie für die Tatsache, dass er während der gesamten Entscheidung gemeinsam mit Steve McManaman im Mittelkreis mit dem Rücken zum Geschehen saß.
Als nach dem Turnier mit Glenn Hoddle ein neuer englischer Nationaltrainer ernannt wurde, absolvierte Ince die folgenden sechs Länderspiele – darunter fünf Qualifikationsspiele für die WM in Frankreich. Dabei errang er vier Siege, verlor jedoch auch daheim gegen Italien. Am 31. Mai 1997 kam Ince beim 3:0-Sieg gegen Polen in Kattowitz zu seinem 30. Länderspiel. Diesem Spiel folgte die Teilnahme am Tournoi de France im Juni 1997 und ein 4:0-Sieg gegen Moldawien am 10. September 1997. Das anschließende torlose Remis in Italien am 11. Oktober 1997 blieb nicht nur aufgrund der damit sicheren Qualifikation Englands in Erinnerung. Ähnlich wie Terry Butcher gegen Schweden acht Jahre zuvor zog sich Ince eine klaffende Kopfwunde zu und spielte mit einem Turban und blutverschmiertem Trikot weiter.

### FC Liverpool & Weltmeisterschaft 1998 (1997–1999)
Ince war mittlerweile wieder zurück im englischen Fußball, nachdem er Inter Mailand verlassen hatte. Für mehr als vier Millionen Pfund hatte er sich dem FC Liverpool angeschlossen, wobei diese Entscheidung aufgrund der Rivalität zwischen Manchester United und dem FC Liverpool überrascht hatte – waren doch nur sehr wenige Spieler in ihrer Karriere zuvor für beide Vereine aktiv gewesen.
In seiner ersten Spielzeit für den FC Liverpool konnte Ince keinen Titel gewinnen, zumal sich der Verein inmitten einer sportlichen Dürrephase befand und zudem die jungen Talente – wie Steve McManaman, Robbie Fowler und Jamie Redknapp – sich noch als zu unreif darstellten. Die abfällig als „Spice Boys“ bezeichneten Liverpool-Spieler besaßen den Ruf, als „Playboys“ auf dem Spielfeld häufig unter ihren Möglichkeit zu bleiben und Ince mahnte im Spielerkreis häufig einen notwendigen „Anstand“ an. So war auch Ince der einzige Spieler aus diesen Reihen, der einen Platz in der englischen Elf hatte und er absolvierte am 15. Juni 1998 im ersten Gruppenspiel der Weltmeisterschaft in Marseille gegen Tunesien bereits sein 40. Länderspiel. Nach der erfolgreichen Gruppenphase stand er am 30. Juni 1998 mit seinem Team Argentinien gegenüber und verlor dort nach Elfmeterschießen. In diesem Fall trat Ince zu einem Strafstoß an und vergab ihn gegen Carlos Roa. Auch die zweite Saison in Liverpool brachte Ince keinen Titel. Er selbst sorgte lediglich am 5. Mai 1999 in einem Heimspiel gegen Manchester United mit einem späten Ausgleichstreffer für einen der wenigen Höhepunkte.

### FC Middlesbrough & Europameisterschaft 2000 (1999–2002)
Im Sommer des Jahres 1999 teilte Liverpools Trainer Gérard Houllier Ince mit, dass er in seinen Planungen keine Rolle mehr spielen sollte und so schloss sich dieser für eine Million Pfund dem FC Middlesbrough an. Der fast 32-jährige Ince verblieb weiter in der nun von Kevin Keegan betreuten englischen Nationalmannschaft, trug zur Qualifikation für die Europameisterschaft 2000 in den Niederlanden und Belgien bei und wurde in den Kader für die EM-Endrunde nominiert.
Kurz vor dem Turnier wurde er am 3. Juni 2000 in einem Freundschaftsspiel gegen Malta eingewechselt und kam so zu seinem 50. Länderspiel. In allen drei Gruppenspielen kam er zum Einsatz und holte in der dritten Partie gegen Rumänien einen Elfmeter heraus. Dennoch verlor England zwei der drei Begegnungen und schied damit aus dem Turnier aus. Ince konzentrierte sich fortan auf den Vereinsfußball und seine Rolle als Mannschaftskapitän, die er in Middlesbrough ausübte. In drei Spielzeiten kam er so auf 106 Einsätze und neun Tore, bevor er dann ablösefrei im Jahr 2002 zu den Wolverhampton Wanderers wechselte.

### Wolverhampton Wanderers (2002–2006)
Bei den Wolverhampton Wanderers spielte Ince – abgesehen von seinem zweijährigen Italien-Aufenthalt – zum ersten Mal seit seinem einzigen Zweitligaspiel für West Ham im Jahre 1989 außerhalb des englischen Erstligafußballs. Dieser Aufenthalt dauerte jedoch nur ein Jahr an und endete mit dem direkten Aufstieg in die Premiership in seiner ersten Spielzeit. Im Jahr 2004 darauf folgte jedoch der direkte Wiederabstieg.
Nach Abschluss der Saison 2004/05 wurde erwartet, dass das Karriereende von Paul Ince besiegelt werden sollte, aber inmitten der Spielzeit entschied sich Ince nach der Verpflichtung von Glenn Hoddle als neuen Wolves-Trainer anders und unterzeichnete schließlich im Juni 2005 einen neuen Einjahresvertrag. Im April 2006 verkündete Ince nach einem Gespräch mit seinem Freund Teddy Sheringham, dass er weiterhin für die Wolves spielen wollte. Er liebäugelte darüber hinaus mit dem Trainerposten bei dem Verein, den man ihm jedoch im Juli 2006 vorenthielt und stattdessen Mick McCarthy verpflichtete. McCarthy sprach sich letztlich gegen eine Weiterbeschäftigung von Ince aus, der selbst bei seinem Weggang seinen Wunsch äußerte, in nicht näher beschriebener Zukunft einmal die Wolves trainieren zu wollen.

## Trainerkarriere

### Swindon Town (2006)
Nach längeren Verhandlungen und Spekulationen in den Medien unterzeichnete Paul Ince am 31. August 2006 einen Einjahresvertrag bei dem Viertligisten Swindon Town als Spieler und Kotrainer. Dabei hatte er Berichten zufolge Angebote von Birmingham City, West Bromwich Albion und Crewe Alexandra ausgeschlagen, da ihn mit dem neuen Trainer Dennis Wise eine lange und vertrauensvolle Freundschaft verband. Am 12. September 2006 debütierte er beim 2:1-Sieg gegen die Milton Keynes Dons.
Danach kam er nur noch einmal in der Startelf zum Einsatz, bevor der Klub verkündete, dass sich Ince nicht mehr in der Lage fühlte, als Spieler dem Verein weiterzuhelfen. Der Vertrag wurde daraufhin in diesem Punkt in gegenseitigem Einverständnis aufgehoben; die Traineraufgaben sollte Ince jedoch noch weiterführen.

### Macclesfield Town (2006–2007)
Am 23. Oktober 2006 wurde Ince Spielertrainer bei Macclesfield Town und folgte als sportlicher Leiter Brian Horton nach – bis zur Eröffnung der Transferperiode (also bis Januar 2007) konnte er jedoch nicht als Spieler aushelfen, da seine Spielberechtigung noch für Swindon Town galt. Als er Macclesfield Town übernahm, belegte der Verein mit sieben Punkten Abstand auf den nächsthöheren Klub den letzten Platz der Football League Two und konnte erst Hoffnung schöpfen, als man nach einem 3:0-Sieg gegen Chester City die „rote Laterne“ abgab. Die Mannschaft verbesserte sich kontinuierlich und der Klassenerhalt gelang schließlich am letzten Spieltag. Während der Saison erhielt Ince für den Monat Dezember 2006 die Auszeichnung als Trainer des Monats der vierten Liga.

### Milton Keynes Dons, Teil 1 (2007–2008)
Am 25. Juni 2007 verkündete die Vereinsführung der Milton Keynes Dons, dass Paul Ince als neuer Trainer – gemeinsam mit seinem Assistenten Ray Matthias und dem Fitnesscoach Duncan Russell – verpflichtet wurde. Im Oktober 2007 dementierte Ince Gerüchte, die ihn in Verbindung mit dem Traineramt bei dem Zweitligaabstiegskandidaten Norwich City brachten.

### Blackburn Rovers (2008)
Zur Saison 2008/09 übernahm Paul Ince das Traineramt bei den Blackburn Rovers. Die Rovers erteilten ihm die Erlaubnis, die Mannschaft trotz mangelnder Trainerlizenz zu übernehmen. Auflage: Ince muss die Ausbildung in spätestens zwei Jahren absolviert haben. Damit war die letzte Hürde bei der Verpflichtung des ehemaligen Kapitäns der englischen Nationalmannschaft aus dem Weg geräumt. Er übernahm damit die Nachfolge von Mark Hughes, einem alten Weggefährten aus der Zeit bei Manchester United. Dieser hatte den Ewood Park Anfang Juni verlassen, um den nach der Entlassung von Sven-Göran Eriksson frei gewordenen Trainerposten bei Manchester City zu übernehmen. Ince war der erste farbige Brite, der als Trainer in der Premier League arbeitete. Nach einer anhaltenden Pleitenserie gab die Klubführung am 16. Dezember 2008 bekannt, dass man Ince am Vortag als Chefcoach entlassen hat.

### Milton Keynes Dons, Teil 2 (2009–2010)
Im Juli 2009 kehrte Ince zu den Milton Keynes Dons zurück und unterzeichnete bei seinem Ex-Klub einen neuen Zweijahresvertrag. Das Engagement endete jedoch zum Ende der Drittligasaison 2009/10 bereits nach nur einem Jahr.

### Notts County (2010–2011)
Am 28. Oktober 2010 übernahm Ince den Trainerposten beim Drittligisten Notts County. Nach einem nicht zufriedenstellenden Saisonverlauf in der Football League One 2010/11 wurde er am 3. April 2011 beim abstiegsbedrohten Verein entlassen.

### FC Blackpool (2013–2014)
Nach knapp zwei Jahren ohne Trainertätigkeit wurde Paul Ince am 18. Februar 2013 als neuer Trainer des Zweitligisten FC Blackpool vorgestellt. Nach einem zunächst guten Start in die Football League Championship 2013/14 verlor Blackpool gegen Ende der Hinrunde neun von zehn Spielen. Am 21. Januar 2014 gab der Verein bekannt, dass Ince mit sofortiger Wirkung entlassen wurde.

### FC Reading (2022–2023)
Im Februar 2022 wurde Ince interimistisch als Nachfolger von Veljko Paunović beim abstiegsgefährdeten Zweitligisten FC Reading vorgestellt. Nachdem am Saisonende der Klassenerhalt gelungen war, wurde Ince mit einem neuen Vertrag als Cheftrainer ausgestattet. Nach einer Serie von acht sieglosen Spielen und auf einem Abstiegsplatz stehend, wurde Ince im April 2023 fünf Spieltage vor Saisonende entlassen.

## Erfolge
- Europapokal der Pokalsieger: 1991
- Europäischer Supercup: 1991
- Englische Meisterschaft: 1993, 1994
- Englischer Pokal: 1990, 1994
- Englischer Ligapokal: 1992
- Charity Shield: 1990 (geteilt), 1993, 1994